# Bəhramtəpə
Bəhramtəpə è un comune dell'Azerbaigian situato nel distretto di İmişli. Conta una popolazione di 4.089 abitanti.